# Islas Balleny
Las islas Balleny (en inglés, Balleny Islands) es un grupo de pequeñas islas deshabitadas, principalmente volcánicas, localizadas en el océano Glacial Antártico, extendiéndose desde los 66°15' a 67°35'S y 162°30' a 165°00'E, a lo largo de unos 160 km en dirección noroeste-sureste. Las islas se encuentran fuertemente glaciarizadas y son de origen volcánico. Se proyectan desde sus laderas lenguas de hielo hacia el mar.

## Geografía
El grupo consta de tres islas principales: Young, Buckle y Sturge, aproximadamente en la misma línea de noroeste a sureste, y algunos otros islotes pequeños y rocas: 
- al noreste de la isla Young: rocas Seal, Pillar;
- al sureste de la isla Young: isla Row, isla Borradaile (con un refugio llamado base Swan );
- al sur de la isla Buckle: Cono Scott, Islote Chinstrap, islote Sabrina (con el refugio Sabrina), y The Monolith.

Islas y rocas, de norte a sur:
| Grupo                       | Isla/islote/roca | Área (km²) | Punto más alto (m)  |
| --------------------------- | ---------------- | ---------- | ------------------- |
| Young e islotes adyacentes  | Isla Young       | 225,4      | Pico Freeman, 1 340 |
| Young e islotes adyacentes  | Pillar           | 0,0        | 51                  |
| Young e islotes adyacentes  | Rocas Seal       | 0,0        | 15                  |
| Young e islotes adyacentes  | Isla Row         | 1,7        | 183                 |
| Young e islotes adyacentes  | Isla Borradaile  | 3,5        | 381                 |
| Young e islotes adyacentes  | Pináculo Beale   | 0,0        | 61                  |
| Buckle e islotes adyacentes | Isla Buckle      | 123,6      | 1 238               |
| Buckle e islotes adyacentes | Cono Scott       | 0,0        | 31                  |
| Buckle e islotes adyacentes | Cono Eliza       | 0,0        | 67                  |
| Buckle e islotes adyacentes | Islote Chinstrap | 0,0        | -                   |
| Buckle e islotes adyacentes | Isla Sabrina     | 0,2        | 90                  |
| Buckle e islotes adyacentes | The Monolith     | 0,1        | 79                  |
| Sturge(no tiene islotes)    | Isla Sturge      | 437,4      | Pico Russel 1 524   |
| Islas Balleny               |                  | 781,8      | Pico Russel, 1 524  |

El círculo polar antártico pasa muy cerca de la isla Borradaile, en el canal de ocho kilómetros entre las islas Young y Buckle. La isla Buckle y los vecinos islotes Sabrina son el hogar de algunas colonias de pingüinos Adelia (Pygoscelis adeliae) y pingüinos barbijo (Pygoscelis antarctica).
El área total de las islas es de 781,4 km² y el punto más alto alcanza los 1524 m, el hasta ahora no escalado pico Brown en la isla Sturge.

## Reclamación territorial
Las islas Balleny son reclamadas por Nueva Zelanda como parte de la Dependencia Ross, pero esta reclamación está sujeta a las disposiciones del Tratado Antártico. 

## Historia
Los capitanes balleneros John Balleny y Thomas Freeman fueron los primeros en avistar este grupo de islas en 1839. Freeman fue la primera persona en desembarcar en las islas el 9 de febrero de 1839, siendo ese el primer desembarco al sur del círculo polar antártico.